# Gustav Kiepenheuer
Gustav Kiepenheuer (n. 10 iunie 1880, Wengern⁠(d), Regatul Prusiei, Imperiul German – d. 6 aprilie 1949, Weimar, Zona de ocupație sovietică, Germania) a fost un editor german.

## Biografie
Gustav Kiepenheuer a urmat o ucenicie de librar la Bremen. El a fost coleg cu Ernst Rowohlt și Kurt Wolff. În anul 1908 a preluat magazinul de cărți, obiecte muzicale și de artă al lui Ludwig Thelemann din Weimar și a fondat un an mai târziu Gustav Kiepenheuer Verlag. A început să-i publice pe clasicii de la Weimar, iar apoi pe unii dintre cei mai prestigioși autori germani contemporani precum Bertolt Brecht, Lion Feuchtwanger, Ivan Goll, Hans Henny Jahnn, Anna Seghers sau Stefan Zweig.
După Primul Război Mondial, s-a mutat în 1919 de la Weimar la Potsdam și de acolo, în 1929, la Berlin. După aceea a devenit unul dintre cei mai importanți editori germani. Regimul național-socialist, instaurat în Germania în 1933, le-a interzis majorității autorilor săi să publice opere noi, astfel încât Kiepenheuer a trebuit să se limiteze la reeditarea unor opere mai vechi și a traducerilor. După cel de-al Doilea Război Mondial, el s-a întors în 1945 la Weimar și a decis, în 1947, împreună cu Joseph Caspar Witsch, să fondeze o nouă editură. Mai întâi, l-a luat pe Witsch ca partener și director general, dar a murit în 1949, după o boală îndelungată, înainte de a-și realiza planurile.
Înmormântarea lui a avut loc într-un mormânt din cimitirul istoric din Weimar. Văduva lui, Noa (a treia soție, cu care se căsătorise în 1925), a continuat activitatea editorială în RDG, iar Witsch a fondat în 1951 o nouă editură cu numele Kiepenheuer & Witsch în Germania de Vest.
Kiepenheuer Verlag a continuat să funcționeze sub acest nume în RDG și, după achiziționarea sa în numele Partidului Socialist Unit din Germania (SED), a făcut parte din 1977 până în 1990 din Kiepenheuer-Verlagsgruppe și a fuzionat cu editurile Insel, Paul List și Dieterich'scge Verlagsbuchhandlung.
Fiica lui Kiepenheuer, Bettina Hürlimann (1909-1983), s-a născut în 1909 și a fost editoare și specialistă în cărțile pentru copii. Fiul lui, Karl-Otto Kiepenheuer (1910-1975), a fost un binecunoscut astronom și astrofizician.

## Legături externe
- Zum 125. Geburtstag[nefuncțională]
 (Landesfachstelle für das öffentliche Bibliothekswesen Bayern)